# Никола Шимић
Никола Шимић (Сомбор, 1766 — Сомбор, 5. јануар 1848) био је српски логичар. Он је аутор прве модерне књиге о логици на српском језику, објављене у Будимпешти у два тома, том I 1808. и том II 1809. године. Његово друго дело Nacin pristojno salitisja (Die Art ariig zu scherzen ) ( Уметност пристојне шале), објављена је 1814, такође у Будимпешти.
Никола Шимић је био полиглота који је проучавао дела Кристијана Волфа и Фридриха Кристијана Бауместера.
Аврам Мразовић, пријатељ Николе Шимића, написао је на сличан начин другу књигу о логици на српском језику под насловом „Логика, или расуђивање“, завршену 1826. године, године када је Мразовић умро. Књига није објављена.